# تشسکی ییرتین
تشسکی ییرتین (به چکی: Český Jiřetín) یک منطقهٔ مسکونی در جمهوری چک است که در ناحیه موست واقع شده‌است. تشسکی ییرتین ۳۳٫۶ کیلومتر مربع مساحت و ۷۵ نفر جمعیت دارد و ۷۲۵ متر بالاتر از سطح دریا واقع شده‌است.